# Koszykówka na Igrzyskach Południowego Pacyfiku 1963
Wyniki turnieju koszykarskiego, podczas Igrzysk Południowego Pacyfiku 1963.

## Konkurencja męska
W męskiej konkurencji koszykarskiej brało udział siedem następujących reprezentacji: Fidżi, Nowa Kaledonia, Nauru, Samoa, Samoa Amerykańskie, Polinezja Francuska i Terytorium Papui i Nowej Gwinei.

## Klasyfikacja medalowa
| Klasyfikacja medalowa | Klasyfikacja medalowa           | Klasyfikacja medalowa | Klasyfikacja medalowa | Klasyfikacja medalowa | Klasyfikacja medalowa |
| Miejsce               | Reprezentacja                   | Złoto                 | Srebro                | Brąz                  | Razem                 |
| --------------------- | ------------------------------- | --------------------- | --------------------- | --------------------- | --------------------- |
| 1                     | Polinezja Francuska             | 1                     | 0                     | 0                     | 1                     |
| 2                     | Samoa Amerykańskie              | 0                     | 1                     | 0                     | 1                     |
| 3                     | Terytorium Papui i Nowej Gwinei | 0                     | 0                     | 1                     | 1                     |
| Razem                 | Razem                           | 1                     | 1                     | 1                     | 3                     |

## Wyniki poszczególnych spotkań
|                                 | Wynik   |                                 |
| ------------------------------- | ------- | ------------------------------- |
| Polinezja Francuska             | 83 – 32 | Samoa                           |
| Nauru                           | 70 – 45 | Terytorium Papui i Nowej Gwinei |
| Samoa Amerykańskie              | 54 – 37 | Fidżi                           |
| Samoa Amerykańskie              | 56 – 26 | Samoa                           |
| Terytorium Papui i Nowej Gwinei | 42 – 40 | Fidżi                           |
| Nauru                           | 45 – 39 | Nowa Kaledonia                  |
| Polinezja Francuska             | 79 – 45 | Samoa Amerykańskie              |
| Terytorium Papui i Nowej Gwinei | 42 – 40 | Nowa Kaledonia                  |
| Polinezja Francuska             | 82 – 32 | Fidżi                           |
| Samoa Amerykańskie              | 45 – 40 | Nauru                           |
| Nowa Kaledonia                  | 55 – 49 | Samoa                           |
| Fidżi                           | 59 – 46 | Nauru                           |
| Polinezja Francuska             | 61 – 42 | Nowa Kaledonia                  |
| Samoa Amerykańskie              | 65 – 46 | Terytorium Papui i Nowej Gwinei |
| Fidżi                           | 45 – 36 | Samoa                           |
| Samoa Amerykańskie              | 58 – 44 | Nowa Kaledonia                  |
| Polinezja Francuska             | 85 – 50 | Nauru                           |
| Terytorium Papui i Nowej Gwinei | 59 – 51 | Samoa                           |
| Nowa Kaledonia                  | 54 – 46 | Fidżi                           |
| Nauru                           | 59 – 36 | Samoa                           |
| Polinezja Francuska             | 75 – 39 | Terytorium Papui i Nowej Gwinei |
| Nauru                           | 61 – 54 | Terytorium Papui i Nowej Gwinei |

## Zestawienie końcowe turnieju
| Pozycja | Drużyna                         |
| ------- | ------------------------------- |
|         | Polinezja Francuska             |
|         | Samoa Amerykańskie              |
|         | Terytorium Papui i Nowej Gwinei |
| 4       | Nauru                           |
| 5       | Nowa Kaledonia                  |
| 6       | Fidżi                           |
| 7       | Samoa                           |